# Näqi İsänbät
Näqi İsänbät [næˈqi iˌsænˈbæt] (en tártaro Нәкый Исәнбәт; en ruso Наки  Исанбет, Naki Isanbet; 1899-1992) fue un escritor, poeta, dramaturgo, prosista, enciclopedista, especialista en folclore y filólogo tártaro. Recogió el vocabulario y escribió para varios diccionarios tártaros.
Nacido Näqi Siracetdin ulı Zakirov (en tártaro Нәкый Сираҗетдин улы Закиров, en ruso Наки Сиразетдинович Закиров, Naki Sirazetdinovich Zakirov) en la familia del mulá del pueblo en Maloyaz, en la república de Bashkortostán. Comenzó a estudiar en la madraza local y continuó sus estudios en la madraza Husania en la ciudad de Ufá. 
Siendo estudiante de la madraza más famosa de Kazán, Möxämmädiä, a la edad de 15 años comienza a publicar sus obras en diversas revistas. Durante esta época comienza a crecer su interés por la palabra y el lenguaje. Durante toda su vida Isanbet mantuvo el amor al arte popular y a su lengua materna.
Sus versos fueron la base para canciones populares: Agua sinuosa, Acordeón, Tu estabas tocando una flauta. Sus obras de teatro (Hoja Nasreddin, Zifa, Maletín, Musa Cälil, Fugitivos) siempre estuvieron en el repertorio de los teatros tártaros. También escribió para niños, incluyendo folclore. La única edición del Proverbios nacionales tártaros obtuvo el premio estatal Ğabdulla Tuqay.